# Asienpokal der Pokalsieger 1999/2000
Der Asienpokal der Pokalsieger 1999/2000 war die zehnte Ausgabe des Asienpokals der Pokalsieger. Die Finalrunde wurde im thailändischen Chiang Mai ausgetragen. Ausnahme davon war das  Pokalsieger wurde zum ersten Mal der saudi-arabische Vertreter al-Shabab.

## Erste Runde
Die Klubs al-Ahli, al-Ittihad und Navbahor Namangan bekamen ein Freilos.
|                  | Gesamt          |                  | Hinspiel | Rückspiel | Region |
| ---------------- | --------------- | ---------------- | -------- | --------- | ------ |
| Esteghlal        | 15:00           | Homenmen Beirut  | 7:0      | 8:0       | West   |
| al-Arabi         | 1 (w/o) 1       | al-Zawraa        |          |           | West   |
| al-Ittihad       | 1:4             | al-Rayyan        | 0:2      | 1:2       | West   |
| al-Dschaisch     | 2:2             | al-Ain           | 0:1      | 2:1       | West   |
| Qaisar Qysylorda | 3:3 (4:3 i. E.) | FK Khujand       | 3:0      | 0:3       | West   |
| New Radiant      | 1:4             | Hồ Chí Minh City | 1:3      | 0:1       | Ost    |

Anmerkung:

## Zweite Runde
|                   | Gesamt    |                    | Hinspiel | Rückspiel | Region |
| ----------------- | --------- | ------------------ | -------- | --------- | ------ |
| al-Ittihad        | 2:1       | Esteghlal          | 1:0      | 1:1       | West   |
| al-Zawraa         | 5:4       | al-Rayyan          | 5:2      | 0:2       | West   |
| al-Ahli           | 3:0       | al-Dschaisch       | 1:0      | 2:0       | West   |
| Qaisar Qysylorda  | 2:3       | Navbahor Namangan  | 2:2      | 0:1       | West   |
| Shanghai Shenhua  | 0:2       | Shimizu S-Pulse    | 0:0      | 0:2       | Ost    |
| Sembawang Rangers | 2 (w/o) 2 | Anyang LG Cheetahs |          |           | Ost    |
| Hồ Chí Minh City  | 1:4       | South China        | 1:1      | 0:3       | Ost    |
| Bangkok Bank      | 6:0       | Persebaya Surabaya | 5:0      | 1:0       | Ost    |

Anmerkung:

## Viertelfinale
|                 | Gesamt  |                    | Hinspiel | Rückspiel | Region |
| --------------- | ------- | ------------------ | -------- | --------- | ------ |
| al-Ittihad      | 1:2     | al-Zawraa          | 1:2      | 0:0       | West   |
| al-Ahli         | 3 6:3 3 | Navbahor Namangan  | 6:1      | 0:2       | West   |
| Shimizu S-Pulse | 5:2     | Anyang LG Cheetahs | 3:1      | 2:1       | Ost    |
| South China     | 3:5     | Bangkok Bank       | 3:2      | 0:3       | Ost    |

Anmerkung:

## Halbfinale
| Shimizu S-Pulse              | Shimizu S-Pulse                                                   | Bangkok Bank                                                      | Bangkok Bank |
| ---------------------------- | ----------------------------------------------------------------- | ----------------------------------------------------------------- | ------------ |
| Shimizu S-Pulse              | \| 13. April 2000 in Chiang Mai \| \| Ergebnis: ?:?, 4:2 i. E. \| | \| 13. April 2000 in Chiang Mai \| \| Ergebnis: ?:?, 4:2 i. E. \| | Bangkok Bank |
| 13. April 2000 in Chiang Mai |                                                                   |                                                                   |              |
| Ergebnis: ?:?, 4:2 i. E.     |                                                                   |                                                                   |              |

| al-Zawraa                      | al-Zawraa                                                               | Navbahor Namangan                                                       | Navbahor Namangan |
| ------------------------------ | ----------------------------------------------------------------------- | ----------------------------------------------------------------------- | ----------------- |
| al-Zawraa                      | \| 13. April 2000 in Chiang Mai \| \| Ergebnis: 2:1 n. V. (1:1, 1:1) \| | \| 13. April 2000 in Chiang Mai \| \| Ergebnis: 2:1 n. V. (1:1, 1:1) \| | Navbahor Namangan |
| al-Zawraa                      | 1:1 Ahmed Sabie (45.) 2:1 Husham Mohammed (102.)                        | 0:1 Sherzod Nazarov (36.)                                               | Navbahor Namangan |
| 13. April 2000 in Chiang Mai   |                                                                         |                                                                         |                   |
| Ergebnis: 2:1 n. V. (1:1, 1:1) |                                                                         |                                                                         |                   |

## Spiel um den dritten Platz
| Bangkok Bank                 | Bangkok Bank                                                                                             | Navbahor Namangan                                            | Navbahor Namangan |
| ---------------------------- | --- | ------------------------------------------------------------ | ----------------- |
| Bangkok Bank                 | \| 15. April 2000 in Chiang Mai \| \| Ergebnis: 3:1 (3:1) \|                                             | \| 15. April 2000 in Chiang Mai \| \| Ergebnis: 3:1 (3:1) \| | Navbahor Namangan |
| Bangkok Bank                 | 1:0 Apichart Thaweechalermdit (4., Elfmeter) 2:1 Apiruck Sriaroon (36.) 3:1 Nawee Hatihakreangkrai (38.) | 1:1 Shukhradjon Mirkholdirshaev (23.)                        | Navbahor Namangan |
| 15. April 2000 in Chiang Mai | |                                                              |                   |
| Ergebnis: 3:1 (3:1)          | |                                                              |                   |

## Finale
| Shimizu S-Pulse              | Shimizu S-Pulse                                              | al-Zawraa                                                    | al-Zawraa |
| ---------------------------- | ------------------------------------------------------------ | ------------------------------------------------------------ | --------- |
| Shimizu S-Pulse              | \| 15. April 2000 in Chiang Mai \| \| Ergebnis: 1:0 (0:0) \| | \| 15. April 2000 in Chiang Mai \| \| Ergebnis: 1:0 (0:0) \| | al-Zawraa |
| Shimizu S-Pulse              | 1:0 Shōhei Ikeda (74.)                                       |                                                              | al-Zawraa |
| 15. April 2000 in Chiang Mai |                                                              |                                                              |           |
| Ergebnis: 1:0 (0:0)          |                                                              |                                                              |           |